# 普鲁维尔
普鲁维尔（法語：Prouville，法語發音：[pʁuvil]）是法国上法蘭西大區索姆省的一个市镇，属于亚眠区。

## 地理
普鲁维尔（50°8'52"N, 2°7'31"E）面积8.81 平方千米，位于法国上法蘭西大區索姆省，该省份为法国北部沿海省份，北起加来海峡省和北部省，西接滨海塞纳省和大西洋英吉利海峡，南至瓦兹省，东临埃纳省。
与普鲁维尔接壤的市镇（或旧市镇、城区）包括：阿让维尔、博梅斯、贝尔纳维尔、栋莱热隆维莱尔、厄兹库尔、蒙蒂尼莱容格勒尔、圣阿舍尔。

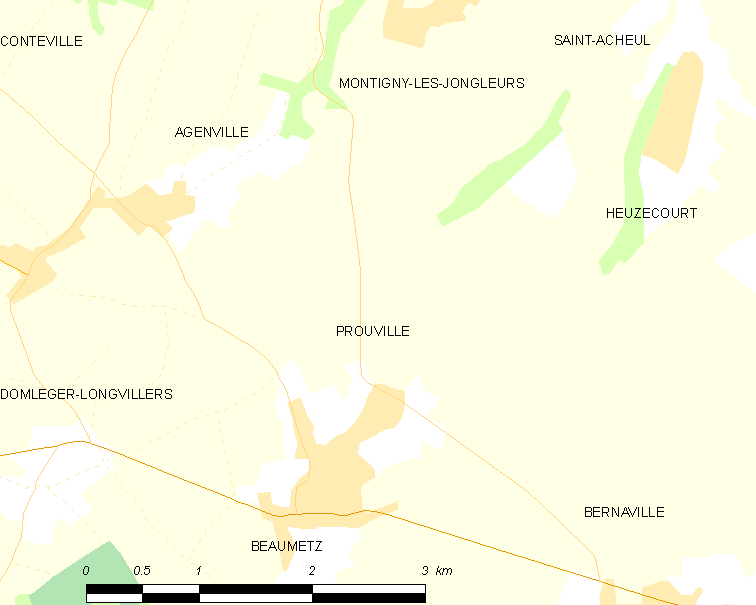
普鲁维尔的OSM定位图

普鲁维尔的时区为UTC+01:00、UTC+02:00（夏令时）。

## 行政
普鲁维尔的邮政编码为80370，INSEE市镇编码为80642。

## 政治
普鲁维尔所属的省级选区为杜朗县。

## 人口

1962-2008年间普鲁维尔人口变化图示

普鲁维尔于2022年1月1日时的人口数量为312人。